# Vegard Breen
Vegard Breen (Eidsvoll, Akershus, 8 de febrer de 1990) és un ciclista noruec, professional des del 2010 i actualment a l'equip Joker Icopal. Del seu palmarès destaca la Ronda de l'Oise del 2013.

## Palmarès
- 2008
  -  Campionat de Noruega júnior en contrarellotge
- 2012
  - 1r a la Côte picarde
- 2013
  - 1r a la Ronda de l'Oise

### Resultats a la Volta a Espanya
- 2014. 129è de la classificació general

### Resultats al Tour de França
- 2016. 167è de la classificació general